# 江山正美
江山 正美（えやま まさみ、1906年11月24日 - 1978年6月20日）は、日本の造園家。造園研究者。農学博士。東京農業大学名誉教授。山口県出身。
東京農業大学農学部造園学科で学科長を長年務め、育成にあたってきた。また「国立公園」や「自然保護」といった協会雑誌で自然と人間の共存環境の哲学を語り、造園の計画論を展開した。自然公園における収容力(Carrying capacity)に関する研究や、庭園構成論、プロポーション諭、直角格子論を展開した。保護地域の収容力を大きく「施設収容力」と「入れ込み収容力」に区分して「施設収容力」を「保護地域内にどのくらいの施設を立地させることができるかという限界を示すもので、地形と植生から決めることができる」とした。庭園構成論、プロポーション諭については、昭和9年に武田五一から直に意匠論を教示され、ハムビッジによるダイナミック・シンメトリーのプロポーション論を造園空間の新たな考察手法として導入，例えば龍安寺の庭園配石構成を幾何学的・論理的に究明。江山の視座は庭園構成論や造園設計論などの新たなアプローチを確立して現代ランドスケープの一基礎となったという。
1939年、庭園に関する研究で、日本森林学会白沢賞。1952年、現代の造園形態研究で日本造園学会賞受賞。
江山の死後、東京農大造園科学科では1978年から遺族からの芳志を基金に、優秀な卒業論文(特に造園計画・施工部門)を対象とする『江山賞』を開設。
参加事業にこどもの国事業がある。

## 経歴
東京帝国大学卒業後、農学校や旧厚生省や戦災復興院、栃木県観光課長を経て農大教授に就任。日本造園学会会長も歴任した。厚生省時代には日本林業技術協會誌『林業技術』の編集委員もつとめた。

## 近代造園学
江山は「ladscape Architecture」を近代造園学と区分し、『近代造園学の成立とその内容』（造園雑誌 32(1), 2, 1968年8月号. 社団法人日本造園学会）で、国立公園思想を引き合いに出し、「ladscape Architecture」近代造園学はアメリカで生まれたことになる、としている。この文で江山は、G.P.マーシュの名著『Man and Nature』が刊行されるのが1864年であること、この点について、国立公園思想から、近代造園学が人間を中心とする環境計画学と言えること、さらにこの場合造園学の最大の特色は、自然と人間の関係の学である点という問題に包含される、とした。近代造園学に対する国立公園思想の意義の重要性を指摘し、1870年9月19日、イエローストーンにおける調査団一行の国立公園の構想提唱から、1872年に世界初の国立公園になるできごとをとりあげ、それは単に土地利用の新形式の発見、公園概念の内容拡大、と言った特性だけでなく、造園空間に対する革命、と紹介する。他の造園史が明確に指摘する、従来の造園は多分に農業的園芸的で、それは人間の特定の志向のもとに管理された空間であり、その意味では自然そのものではなかった、これに対して、国立公園思想は自然そのもの、自然の推移そのままの空間に対する、造園空間としての価値発見であるとし、さらに、協会の季刊誌『ladscape Architecture』の創刊時点の1910年のこのとき、名誉会長チャールズ・エリオットが「ladscape Architecture」の定義において「本来芸術（fineart）の一種であり、最も重要なfunctionは「surroundings of human habitations」に対して、更に広くは国土の自然風景に対して美を創造し（Create）又保存する（preserve）ことである」とし、更につづけて「がしかしそれは同時に田園風景に親しむ機会が乏しく、多忙な勤労生活に追われ自然の享受と休養が強く要求される都会人に、自然が豊富にもつ美しく平穏な紫観を造園技術を通して提供し、慰楽と便益と健康の増進をはかることである」と述べた点を挙げ、造園のもつ科学性合理性をとりあげなかった点は、ホーレス・クリーブランドらにつづく一連の思想の一面にすぎないが、近代造園学が、自然と人間の関連の計画である点を指摘した意義は高い、とした。
また同時に近代造園学は、人間中心的な環境計画学のひとつであり、その特性は、自然と人間との関連に立脚する、とし、またこの場合の人間は、その持つ多様性、端的に言えば「mechanical man」と「biological man」、或は「mental」な人間と「physical」な人間、これらの両極の特性を同時に内蔵している複合体としてとらえること、と同時に近代造園学が合理性ないし科学性と芸術性との両面の結合としてとらえることも肝要である、としている。

## 著書
- スケープテクチュア-明日の造園学- 鹿島出版会 1977
- 樹木と私たち 中央公論社
- 造園学とは何か? 私たちが選んだ途の未来像
- 樹木と私たち 1948年 ともだち文庫 中央公論社
- 庭の文化史 株式会社文一総合出版 1978